# Die Kinder (1967)
Die Kinder ist ein elfminütiger deutscher Spielfilm in Schwarzweiß von Edgar Reitz aus dem Jahr 1967 mit den Kindern Christian Reitz und Johanna Usener in den Hauptrollen. In der Bundesrepublik Deutschland kam er das erste Mal am 21. März 1967 ins Kino.

## Handlung
Die Kamera beobachtet lediglich ein sechsjähriges Mädchen, das zusammen mit anderen Kindern „Erwachsensein“ spielt, z. B. als Ehepaar. Auf diese Weise hat sich eine Studie über das menschliche Verhalten im Kindesalter ergeben. Reitz verfuhr beim Drehen des Films so, dass er den Kindern eine „Aufgabe“ gab: Erwachsen-Sein zu spielen.

## Kritik
Der Evangelische Film-Beobachter urteilt: „Es ist kein ‚Cinéma vérité‘; die Kinder merken, daß sie gefilmt werden, aber sie spielen so natürlich, wie sie ohne Kamera spielen würden, nur ab und zu ein Blick zur Kamera verrät, daß sie für einen Moment aus dem Spiel gerissen werden, um, offenbar wieder zum Spielen angespornt, weiterzumachen. Dazu hört man den Originalton. Denk- und Wunschklischees, die bei den Erwachsenen vorherrschen, gibt es schon bei Kindern; das zeigt dieser kleine Film, der Anlaß zum Nachdenken gibt und mit dem zu beschäftigen sich lohnen wird.“ Die Filmbewertungsstelle Wiesbaden erteilte dem Werk das Prädikat „Besonders wertvoll“.